# Католически университет на Светото сърце
Католическият университет на Светото сърце (на италиански: Università Cattolica del Sacro Cuore, UCSC) е частен изследователски католически университет в Милано, Италия, основан през 1921 г.
Има филиали в Бреша, Пиаченца, Кремона, Рим и Кампобасо. UCSC е най-големият частен университет в Европа, най-големият и сред най-изявените католически университети в света.
Има 14 факултета и 7 следдипломни училища с обучение по хуманитарни и естествени науки. В него се обучават около 40 хиляди студенти и докторанти.

## Галерия
- Клоатър на Католическия университет на свещеното сърце
- Сграда на ъгъла на ул. „Лодовико Неки“ и „Агостино Гемели“
- Casa dei Fasci milanesi